# Садове (Малопольське воєводство)
Садове (пол. Sadowie) — село в Польщі, у гміні Коцмижув-Любожиця Краківського повіту Малопольського воєводства.
Населення — 226 осіб (2011).
У 1975-1998 роках село належало до Краківського воєводства.

## Демографія
Демографічна структура станом на 31 березня 2011 року:
|          | Загалом | Допрацездатний вік | Працездатний вік | Постпрацездатний вік |
| -------- | ------- | ------------------ | ---------------- | -------------------- |
| Чоловіки | 107     | 19                 | 77               | 11                   |
| Жінки    | 119     | 24                 | 68               | 27                   |
| Разом    | 226     | 43                 | 145              | 38                   |